# مارژینا کارپینسکا
مارژینا کارپینسکا ((به لهستانی: Marzena Karpińska)؛ زادهٔ ۱۹ فوریهٔ ۱۹۸۸) وزنه‌بردار زن اهل لهستان است.
وی در مسابقات کشوری و بین‌المللی در مجموع برندهٔ ۱ مدال طلا، ۲ مدال نقره، ۱ مدال برنز شده‌است.